# Гагара (подводная лодка)
«Гагара» — подводная лодка российского императорского флота типа «Барс». Построена в 1915—1917 годах, входила в состав Черноморского флота. Участвовала в Первой мировой войне, в 1919 году была затоплена на рейде Севастополя, где и продолжает находиться по состоянию на 2021 год.

## История строительства
Зачислена в списки кораблей Черноморского флота 2 июля 1915 года. 29 августа 1915 года заложена на стапеле Отделения Балтийского завода в Николаеве. Была одной из двух лодок, построенных там, второй стала «Утка». Из-за отсутствия штатных дизелей (2 по 1350 л. с.) были установлены два дизеля по 250 л. с. конструкции Коломенского завода. Сразу при строительстве получила артиллерийское вооружение — два орудия калибра 76 мм и одно калибра 37 мм. Как и все лодки типа «Барс» на Черноморском флоте, имела четыре наружных торпедных аппарата вместо восьми — они размещались на палубе попарно спереди и сзади рубки.
Спущена на воду 24 сентября 1916 года, опередив заложенную раньше «Утку». На ходовых испытаниях «Гагара» в надводном положении развила скорость 9,3 узла, став самой медленной подводной лодкой своего проекта — остальные, в зависимости от установленных двигателей, развивали скорость 9,5-16 узлов.
20 июня 1917 года вступила в строй, зачислена в Бригаду подводного плавания в Севастополе.

## История службы
«Гагара» успела принять участие в Первой мировой войне — совершила два боевых похода, в которых уничтожила шесть небольших парусных судов и повредила один пароход противника.
26 июля 1917 года вышла в боевой поход к Босфору. 29 июля потопила две турецкие фелуки, на следующий день сменила позицию, перейдя восточнее, к острову Кефкен, где потопила четыре парусные шхуны. 5 августа вернулась на базу.
5 октября вышла во второй боевой поход, заняла позицию в районе Босфора, затем патрулировала побережье к западу от него. 12 октября в районе Игнеады открыла артиллерийский огонь по турецкому пароходу «Ватан» (516 брт). Пароход выбросился на берег, позднее был снова введён в строй. 14 октября «Гагара» вернулась на базу.
26 октября 1917 года «Гагара» была зачислена в состав Черноморского Центрофлота.
22 февраля 1918 года революционно настроенные матросы ворвались на квартиру к вахтенному начальнику «Гагары» мичману Г. Е. Маркову, схватили его и в ту же ночь расстреляли.
1 мая 1918 года была захвачена в Севастополе немецкими оккупационными войсками и включена в состав военно-морских сил Германии на Чёрном море под обозначением US-4.
23 октября 1918 года передана Украинскому флоту с запретом на подъём Андреевского флага.
24 ноября 1918 года захвачена англо-французскими войсками. 3 мая 1919 года включена в состав морских сил Юга России, находилась в резерве.
24 апреля 1919 года была отбуксирована на внешний рейд Севастополя. 26 апреля подорвана зарядами и затоплена с открытыми люками, рядом с ней подобным же образом были затоплены ещё четыре подводные лодки — «Скат», «Нарвал», «Кашалот» и немецкая UB-14. Операция была произведена англо-французскими интервентами без ведома командования Вооружённых сил Юга России, суммарно были затоплены тринадцать подводных лодок.
Точное место затопления группы лодок оставалось неизвестным до 1980-х годов, пока их случайно не обнаружила подводная лаборатория ПЛБ-76-01 типа «Бентос-300».
В 2011 году лодка обследована водолазами на дне на глубине 60 метров и опознана. В 2018 году группа лодок, в том числе и «Гагара», были впервые подробно обследованы беспилотным подводным аппаратом в ходе совместной экспедиции Русского географического общества, Минобороны РФ и Севастопольского государственного университета. Работы по подъёму лодки не планируются, однако по итогам обследования кораблей возможен подъём отдельных ценных экспонатов для выставления в музеях.

## Командиры
- С. А. Гофман: 20 июля — 14 октября 1916 — временно исполняющий обязанности в период постройки
- А. М. Беляев: 14 октября 1916 — 5 марта 1918